# Pedro Miguel Lopes
Pedro Miguel Lopes Gonçalves (* 29. Juni 1975 in Santo Estêvão) ist ein ehemaliger portugiesischer Radrennfahrer.
Pedro Miguel Lopes begann seine Karriere 1994. 1996 belegte er den 48. Platz beim Straßenrennen der Olympischen Spiele. Von 1998 bis 2004 war er beim portugiesischen Radsport-Team L.A.-Pecol unter Vertrag. In seiner ersten Saison dort konnte er eine Etappe der Portugal-Rundfahrt für sich entscheiden; 2002 konnte er dann weitere Etappensiege bei der Asturien-Rundfahrt und bei der Troféu Joaquim Agostinho feiern. 2004 gewann er das Straßenrennen der nationalen Meisterschaft, wurde aber wegen eines positiven Dopingtests disqualifiziert. Ab der Saison 2007 fuhr Lopes für das portugiesische Professional Continental Team Benfica.
Nach einem erneuten Dopingvergehen wurde Lopes vom portugiesischen Radsportverband für 15 Jahre gesperrt. Er soll mehrfach nicht zu Dopingtests erschienen sein.

## Teams
- 1996 Recer - Boavista / Tavira - Recer
- 1997 Progecer - Tavira
- 1998–2004 L.A.–Pecol
- 2005–2006 L.A. Aluminios-Liberty Seguros
- 2007 Benfica
- 2008 Benfica
- 2009 Centro Ciclismo de Loulé-Louletano
- 2010 Centro Ciclismo de Loulé-Louletano